# Alversund
60°34′18″N 5°14′3″Ø / 60.57167°N 5.23417°Ø
Alversund er kommunecentrum i den tidligere Lindås, nu Alver kommune, beliggende ved udløbet af Alverstraumen i Nordhordland i Vestland fylke i Norge.  På stedet er der kirke og børneskole.
Alversund er en tidligere selvstændig kommune, udskilt fra Hamre kommune den 1. januar 1885 – og fik også tillagt annekssognet Seim fra Hosanger. Den nye kommune havde et folketal på 2.793. Alversund blev videre delt 15. oktober 1923 ved udskillelsen af Meland kommune, hvorefter  den resterende Alversund kommune havde et folketal på 1 771. Størstedelen af kommunen lå på fastlandet på Lindåshalvøen, og en mindre del på Radøy. Den ophørte som egen kommune 1. januar 1964 og indgik i Lindås kommune. Alversund havde ved kommunesammenlægningen et folketal på 2.099 mennesker.

## Eksterne links
- Alversund på  snl.no